# Карлуш Секретаріу
Карлуш Секретаріу (порт. Carlos Secretário, * 12 травня 1970, Авейру) — португальський футболіст, захисник.
Насамперед відомий виступами за клуби «Порту» та «Порту», а також національну збірну Португалії.
Шестиразовий чемпіон Португалії. П'ятиразовий володар Кубка Португалії. П'ятиразовий володар Суперкубка Португалії. Володар Кубка УЄФА. Переможець Ліги чемпіонів УЄФА.

## Клубна кар'єра
У дорослому футболі дебютував 1988 року виступами за команду клубу «Жіл Вісенте», в якій провів один сезон. 
Згодом з 1989 по 1993 рік грав у складі команд клубів «Сан Пенафієль», «Фамалікан» та «Брага».
Своєю грою за останню команду привернув увагу представників тренерського штабу клубу «Порту», до складу якого приєднався 1993 року. Відіграв за клуб з Порту наступні три сезони своєї ігрової кар'єри. Більшість часу, проведеного у складі «Порту», був основним гравцем захисту команди. За цей час двічі виборював титул чемпіона Португалії.
Протягом 1996—1997 років захищав кольори команди іспанського клубу «Реал Мадрид».
1998 року повернувся до клубу «Порту». Цього разу провів у складі його команди шість сезонів.  Граючи у складі «Порту» знову здебільшого виходив на поле в основному складі команди. За цей час додав до переліку своїх трофеїв ще три титули чемпіона Португалії, ставав володарем Кубка УЄФА, переможцем Ліги чемпіонів УЄФА.
Завершив професійну ігрову кар'єру у нижчоліговому клубі «Мая», за команду якого виступав протягом 2004—2005 років.

## Виступи за збірну
1994 року дебютував в офіційних матчах у складі національної збірної Португалії. Протягом кар'єри у національній команді, яка тривала 9 років, провів у формі головної команди країни 35 матчів. 
У складі збірної був учасником чемпіонату Європи 1996 року в Англії, а також чемпіонату Європи 2000 року у Бельгії та Нідерландах, на якому команда дійшла півфіналу.

## Досягнення
- Чемпіон Португалії:

«Порту»: 1994–95, 1995–96, 1997–98, 1998–99, 2002–03, 2003–04
- Володар Кубка Португалії:

«Порту»: 1993–94, 1997–98, 1999–2000, 2000–01, 2002–03
- Володар Суперкубка Португалії:

«Порту»: 1993, 1994, 1998, 1999, 2001, 2003
- Володар Суперкубка Іспанії:

«Реал Мадрид»: 1997
- Володар Кубка УЄФА:

«Порту»: 2002–03
- Переможець Ліги чемпіонів УЄФА:

«Порту»: 2003–04